# Sergio Sollima
Sergio Sollima (Roma, Itália, 17 de Abril de 1921 – 1 de Julho de 2015) foi um diretor e roteirista italiano.
Como muitos diretores cult italianos, Sollima começou sua carreira dirigindo filmes do subgênero "espada e sandália", famosos na década de 1960. Quando estes perderam a popularidade, Sollima decidiu por fazer western spaghetti. O primeiro, The Big Gundown, (br: O Dia da Desforra), estrelando Lee Van Cleef e Tomas Milian, lançado em 1966, fez enorme sucesso, embora tenham clara referência a filmes de Sergio Leone (Três Homens em Conflito) e de Sergio Corbucci (Django). Logo, Sollima dirigiu mais outros dos westerns: Face to Face, com Gian Maria Volontè e Thomas Millian, lançado em 1967 e Run, Man, Run! (1968), também com Thomas Milimam. Entretanto, Sollima dirigiu apenas mais três depois destes, mas que nunca chegaram ao nível de popularidade como os filmes de Leone e Corbucci.
Em 1970, Sollima trocou de gênero novamente, com a película, Violent City estrelando Charles Bronson e Telly Savallas, o que foi também um dos primeiros violentos e acelerados filmes policiais italianos. Como nos filmes de faroeste a trilha sonora fora concebida por Ennio Morricone. O último filme de Sollima mais conhecido, foi Revolver com Oliver Reed e Fabio Testi.

## Filmografia
- The Big Gundown (1966)
- Face to Face (1967)
- Run, Man, Run! (1968)
- Violent City (1970)
- Revolver (1973)
- Sandokan (1976)